# Old Henry
Old Henry è un film del 2021, scritto e diretto da Potsy Ponciroli.
Tim Blake Nelson interpreta il protagonista, un contadino che deve proteggere suo figlio dai fuorilegge, e al suo fianco recitano Scott Haze, Gavin Lewis, Trace Adkins e Stephen Dorff.

## Trama
Nel 1906 il vedovo Henry e suo figlio Wyatt vivono in una fattoria nel Territorio dell'Oklahoma, vicino ad Al, il cognato di Henry. Dopo che Henry e Wyatt trovano un cavallo smarrito con del sangue sulla sella, Henry si mette in cammino e trova un uomo gravemente ferito di nome Curry. Vedendo che l'uomo presenta una ferita d'arma da fuoco e porta con sé un revolver e una borsa piena di soldi, all'inizio esita, ma infine decide di aiutarlo. Copre quindi le loro tracce e porta Curry alla fattoria, curando le sue ferite e rimuovendo il proiettile. Henry lo lega e va a chiamare un medico; nel frattempo Wyatt si intrufola nella stanza del padre e trova il suo nascondiglio di documenti, oltre a un revolver e ad alcuni proiettili. Il ragazzo prende la pistola di Curry e si reca all'esterno, mentre Curry si risveglia e si libera. L'uomo sopraffà il ragazzo, ma Henry, tornato indietro dopo aver notato tre uomini che indagavano sul luogo in cui aveva trovato Curry, interviene appena in tempo e lo lega nuovamente. Henry approfitta dell'intervento per interrogare Curry, che afferma di essere un uomo di legge e l'unico sopravvissuto di una pattuglia che ha affrontato una banda di pericolosi fuorilegge.
Poco dopo, il trio, guidato da un uomo di nome Ketchum, arriva alla fattoria in cerca di Curry. I tre affermano di essere uomini di legge, ma destano i sospetti di Henry quando il capo inizia a fare domande sulla sua identità e sulla sua famiglia. Henry non tradisce Curry e gli uomini - dopo un'intesa fase di stallo - se ne vanno. La sera stessa Curry rivela una conoscenza dettagliata di persone conosciute anche a Henry, il che porta quest'ultimo a fidarsi dell'uomo. Mentre Curry racconta a Henry come ha assistito alla morte di Billy the Kid, la casa viene attaccata da Duggan, uno degli uomini di Ketchum, che Henry disarma con un fucile da caccia e poi strangola davanti agli occhi del figlio. Il mattino dopo, Ketchum torna con il resto della sua banda, in netta superiorità numerica rispetto a Curry, Henry e Wyatt. Curry incoraggia Henry ad arrendersi e a consegnarlo, dicendogli che non c'è speranza e che padre e figlio non devono morire per lui. Tuttavia Ketchum ha catturato il cognato di Henry, Al, e quando Henry rifiuta di arrendersi, gli spara a sangue freddo. Wyatt, infuriato, apre il fuoco, e i due si rifugiano in casa. Henry va in camera sua e recupera la sua costosa attrezzatura, dicendo a Wyatt "Tieni giù la testa, andrà tutto bene". Curry riconosce così la stessa frase che Billy the Kid gli aveva detto quando era un ragazzino e capisce che Henry è in realtà Billy the Kid, che ha finto la sua morte con l'aiuto di Pat Garrett.
Henry finge di arrendersi, poi estrae il suo revolver e spara in faccia a Ketchum, uccidendo poi diversi altri uomini. Mentre Curry e Wyatt tengono a bada i restanti membri della banda, Henry ne elimina altri finché non rimane solo Stilwell, il segugio della banda, il quale finge di arrendersi, ma cerca poi di uccidere Henry con un coltello da lancio, venendo ucciso. Ketchum, non ancora morto, spara ad Henry, e i due ingaggiano una battaglia in cui entrambi gli uomini vengono feriti, finché Ketchum finisce i proiettili e Henry lo finisce. Tornato a casa, Henry sta per fasciare il ferito Curry quando nota un marchio sul braccio dell'uomo. Curry spara a Henry allo stomaco, ammettendo di essere un uomo di legge corrotto e alleato di Ketchum. Curry si scusa con Henry per aver portato tutta questa violenza nella sua fattoria, ma poi si appresta a finirlo, quando Wyatt interviene e uccide Curry. Wyatt cerca di aiutare il padre, ma Henry gli dice che è troppo tardi. Henry rivolge le ultime parole al figlio, dicendogli che il mondo sta cambiando e che Henry non ha più un posto in esso, ma che sperava che il figlio, che crescendolo aveva dato un senso alla sua vita, trovasse ora un posto per sé in esso. Wyatt seppellisce il padre accanto alla madre e lascia la fattoria con i soldi, i due cavalli e i loro pochi beni.

## Distribuzione
Il film è stato presentato in anteprima mondiale alla Mostra del Cinema di Venezia il 7 settembre 2021 ed è stato distribuito nelle sale negli Stati Uniti da Shout! Studios il 1º ottobre. È stato acclamato dalla critica, con elogi alla storia, alla regia di Ponciroli e alla performance di Nelson. Il National Board of Review ha selezionato il film nella sua lista annuale dei migliori dieci film indipendenti dell'anno.